# Cultus tostonus
Cultus tostonus és una espècie d'insecte plecòpter pertanyent a la família dels perlòdids.

## Hàbitat
En el seu estadi immadur és aquàtic i viu a l'aigua dolça, mentre que com a adult és terrestre i volador. Els adults emergeixen entre l'abril i l'agost.

## Distribució geogràfica
Es troba a Nord-amèrica: l'oest del Canadà (la Colúmbia Britànica) i els Estats Units (Califòrnia, Idaho, Montana, Oregon, Washington i Wyoming), incloent-hi les muntanyes Rocoses, les muntanyes de la Costa i la Serralada de les Cascades.